# Laszki (Basses-Carpates)
Pour les articles homonymes, voir Laszki.
Laszki est une localité polonaise, siège de la gmina de Laszki, située dans le powiat de Jarosław en voïvodie des Basses-Carpates.